# Classe Pathfinder (incrociatore)
La classe Pathfinder è stata una classe di incrociatori esploratori della Royal Navy. Costruita nei cantieri Cammell Laird di Birkenhead, venne impostata nell'agosto 1903, varata con entrambe le navi nel 1904 ed entrò in servizio nel 1905. La capoclasse fu affondata all'inizio della prima guerra mondiale dal sottomarino tedesco U-21, diventando la prima nave ad essere mai affondata da un siluro lanciato da un sottomarino.

## Servizio

### HMSPathfinder

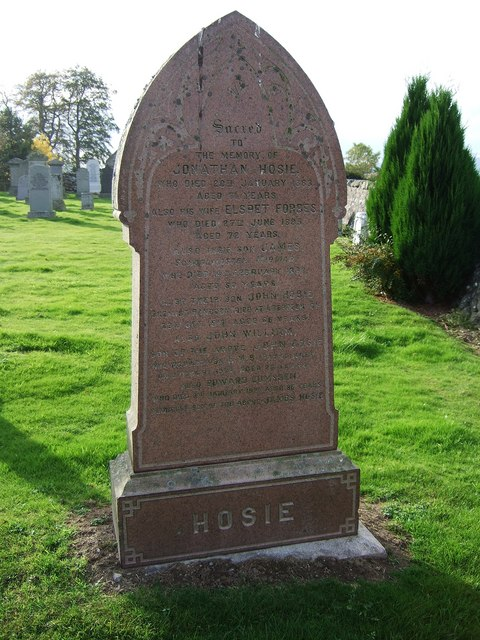
La lapide del cimitero di Old Kinnernie che ricorda John William Hosie, uno dei marinai del Pathfinder

La nave venne affondata dal sommergibile in agguato al largo, colpita da un unico siluro che fece detonare la santabarbara di prua, disintegrando la nave fino al ponte di comando; senza governo e propulsione, la nave affondò rapidamente portando con sé la maggior parte dell'equipaggio, compreso il comandante.

### HMSPatrol
La HMS Patrol venne varata il 13 ottobre 1904, danneggiata in azione contro incrociatori da battaglia tedeschi durante il Bombardamento di Scarborough, Hartlepool e Whitby e venduta per la demolizione dopo la guerra il 21 aprile 1920.